# يونس حنين
يونس حنين (بالإيطالية: Yonese Hanine)‏ (20 فبراير 1990 في إيطاليا - ) هو لاعب كرة قدم إيطالي في مركز الوسط. لعب مع كييفو فيرونا ونادي أسكولي ونادي كروتوني وASD Barletta 1922 ‏ ونادي أبريليا راسينغ كلوب ‏.

## وصلات خارجية
- يونس حنين على موقع قاعدة بيانات كرة القدم.إي يو (الإنجليزية)
- يونس حنين على موقع Soccerway.com (الإنجليزية)